# Wostok (stacja antarktyczna)
Wostok /vɐˈstok/ (ros. Восто́к „Wschód”) – całoroczna stacja polarna należąca do Rosji (wcześniej radziecka), położona na Antarktydzie.

## Położenie i warunki
Stacja znajduje się w głębi Antarktydy Wschodniej, 1260 km od najbliższego wybrzeża, na lądolodzie o grubości 3700 m, na wysokości 3488 m n.p.m. Krajobraz jest monotonny, nie występują tu żadne wychodnie skał ponad czaszę lodowca.
Pod pokrywą lodową na której zbudowana jest stacja znajduje się jezioro Wostok, największe jezioro podlodowcowe na Antarktydzie.
Klimat tego obszaru jest skrajnie niesprzyjający aktywności ludzkiej i ogólnie życiu. Powietrze jest rozrzedzone ze względu na dużą wysokość i stale ochładzane w kontakcie z lodowcem, mimo że promieniowanie słoneczne docierające do powierzchni w lecie ma duże natężenie. Dzień polarny trwa od 21 października do 21 lutego, noc polarna od 23 kwietnia do 21 sierpnia. Średnia roczna temperatura powietrza to −55,4 °C. Najwyższa temperatura zanotowana kiedykolwiek na stacji to −13,6 °C. 21 lipca 1983 na stacji odnotowano najniższą zanotowaną na Ziemi temperaturę powietrza: −89,2 °C. Wilgotność powietrza jest bardzo niska. Wiejące tu wiatry są znacznie słabsze niż te występujące w stacjach polarnych na wybrzeżach kontynentu, występuje tu głównie wiatr katabatyczny, choć docierają także wiatry związane z cyklonami nad Oceanem Południowym. Powietrze często jest bardzo przejrzyste, na niebie występują różnorodne chmury. Burze śnieżne są rzadkie, natomiast dosyć często występuje mgła śnieżna, zmniejszająca widoczność nawet do 1 metra.
| Miesiąc                                                | Sty | Lut | Mar | Kwi | Maj | Cze | Lip | Sie | Wrz | Paź | Lis | Gru | Roczna |
| ------------------------------------------------------ | --- | --- | --- | --- | --- | --- | --- | --- | --- | --- | --- | --- | ------ |
| Średnie dobowe temperatury [°C]                        | -32 | -44 | -57 | -64 | -65 | -65 | -66 | -67 | -66 | -57 | -42 | -31 | −55    |
| Opady [mm]                                             | 1   | 0.7 | 2   | 2.4 | 2.8 | 2.5 | 2.2 | 2.3 | 2.4 | 1.9 | 1.1 | 0.7 | 22     |
| Średnie usłonecznienie [h]                             | 696 | 566 | 347 | 76  | 0   | 0   | 0   | 0   | 203 | 480 | 682 | 708 | 3761   |
| Źródło: http://www.pogodaiklimat.ru/climate2/89606.htm |     |     |     |     |     |     |     |     |     |     |     |     |        |

## Historia i działalność
Stacja Wostok została założona 16 grudnia 1957 roku, w ramach Międzynarodowego Roku Geofizycznego, zastępując działającą od kwietnia stację Wostok 1, położoną dalej na północ. Dostawy środków do życia i wymiana personelu odbywa się drogą lotniczą ze stacji Mirnyj położonej na wybrzeżu. Dzięki radionawigacji loty są możliwe nawet przy znacznym zachmurzeniu, kiedy linia horyzontu staje się trudno dostrzegalna.
W 1959 roku jeden z pracowników stacji Wostok w czasie kłótni po rozgrywce w szachy usiłował zabić, a według innych źródeł zabił drugiego pracownika stacji za pomocą czekana. Od tego czasu gra w szachy została zakazana na radzieckich stacjach badawczych, zakaz obowiązuje nadal na stacjach rosyjskich.

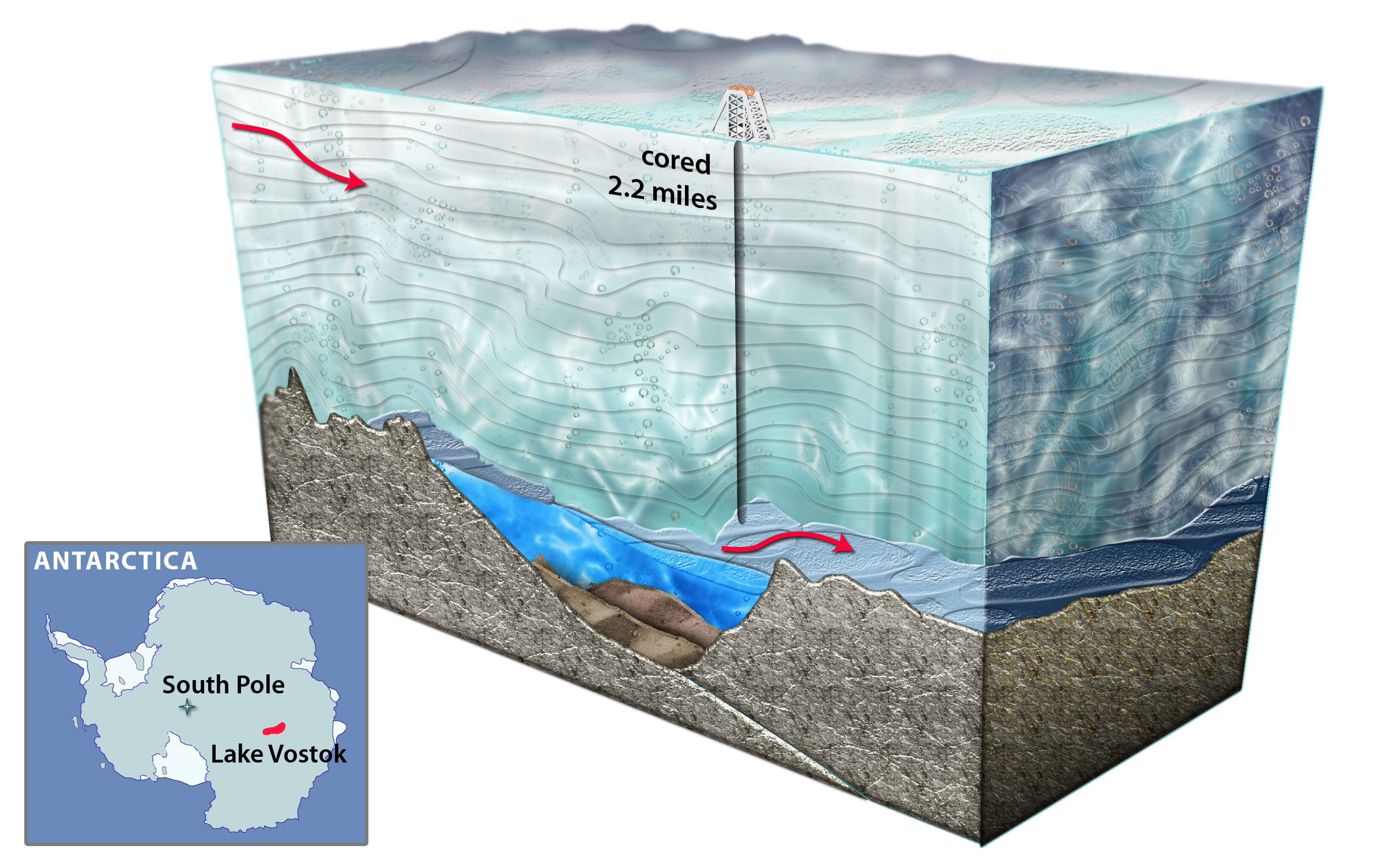
3,5-kilometrowy odwiert prowadzący do warstwy lodu przesiąkniętej wodą z jeziora Wostok (2011)

Naukowcy pracujący na stacji prowadzą badania słodkowodnego jeziora Wostok, znajdującego się pod lądolodem. Wykonany przez nich odwiert długi na ponad 3,7 km, w lecie 2011–12 przebił powierzchnię jeziora. Będąca pod ciśnieniem woda jeziorna, zgodnie z przewidywaniami, wpłynęła do odwiertu i zamarzła; naukowcy pobrali z niej próbki do badań.